# Mikronesiska federationen i olympiska sommarspelen 2020
Mikronesiska federationen deltog med en trupp på tre idrottare vid de olympiska sommarspelen 2020 i Tokyo som hölls mellan den 23 juli och 8 augusti 2021 efter att ha blivit framflyttad ett år på grund av coronaviruspandemin. Det var sjätte raka sommar-OS som Mikronesien deltog vid. Ingen av landets deltagare erövrade någon medalj.

## Friidrott
Förkortningar
- Notera– Placeringar avser endast det specifika heatet.
- Q = Tog sig vidare till nästa omgång
- q = Tog sig vidare till nästa omgång som den snabbaste förloraren eller, i teknikgrenarna, genom placering utan att nå kvalgränsen
- i.u. = Omgången fanns inte i grenen
- Bye = Idrottaren behövde inte tävla i omgången

Gång- och löpgrenar
| Idrottare  | Gren            | Inledande omgång | Inledande omgång | Heat             | Heat             | Semifinal        | Semifinal        | Final            | Final            |
| Idrottare  | Gren            | Resultat         | Placering        | Resultat         | Placering        | Resultat         | Placering        | Resultat         | Placering        |
| ---------- | --------------- | ---------------- | ---------------- | ---------------- | ---------------- | ---------------- | ---------------- | ---------------- | ---------------- |
| Scott Fiti | Herrarnas 100 m | 11,25 0SB0       | 6                | Gick inte vidare | Gick inte vidare | Gick inte vidare | Gick inte vidare | Gick inte vidare | Gick inte vidare |

## Simning
| Idrottare      | Gren                        | Heat    | Heat      | Semifinal        | Semifinal        | Final            | Final            |
| Idrottare      | Gren                        | Tid     | Placering | Tid              | Placering        | Tid              | Placering        |
| -------------- | --------------------------- | ------- | --------- | ---------------- | ---------------- | ---------------- | ---------------- |
| Tasi Limtiaco  | Herrarnas 200 meter medley  | 2.07,69 | 45        | Gick inte vidare | Gick inte vidare | Gick inte vidare | Gick inte vidare |
| Taeyanna Adams | Damernas 100 meter bröstsim | 1.25,36 | 41        | Gick inte vidare | Gick inte vidare | Gick inte vidare | Gick inte vidare |